# Izajasz (Kykkotis)
Izajasz, przy urodzeniu Spiridon Geogakis, po przyjęciu monastycyzmu przyjął nazwisko Kykkotis (ur. 1971 w Strowolos) – cypryjski biskup prawosławny.

## Życiorys
Po ukończeniu szkoły średniej i odbyciu służby wojskowej wstąpił w 1990 do seminarium duchownego św. Barnaby w Nikozji. Wstąpił również jako posłusznik do klasztoru Kykkos.
W 1992 przełożony klasztoru, archimandryta Nikifor, skierował go na studia teologiczne do Rosji. W 1993 został wyświęcony na diakona. W 1997 ukończył z wyróżnieniem Moskiewską Akademię Duchowną. Rok później ukończył w niej studia podyplomowe, broniąc pracę poświęconą św. Neofitowi Pustelnikowi. Następnie odbył trzyletnie specjalistyczne studia na Uniwersytecie Narodowym w Atenach ze specjalizacją archeologia kościelna. W 2000, po powrocie na Cypr, przyjął święcenia kapłańskie i został podniesiony do godności archimandryty.
3 czerwca 2005 roku w Moskiewskiej Akademii Duchowej obronił dysertację na temat "Historia sporów koliwadzkich na Afonie i ich treść teologiczna", uzyskując stopień kandydata nauk teologicznych.
Pracował w wydziale pomocy humanitarnej przy klasztorze Kikos, organizując pomoc w wielu krajach dotkniętych katastrofami naturalnymi lub konfliktami zbrojnymi.
11 czerwca 2007 przyjął chirotonię biskupią i tytuł metropolity Tamassos i Oreini, na mocy wydanej dwa dni wcześniej decyzji zjazdu duchowieństwa i świeckich.